# Bairo
Pour les articles homonymes, voir Bairo (homonymie).
Bairo est une commune italienne de la ville métropolitaine de Turin dans la région Piémont en Italie.

Son ancien nom, Barrium, indiquait un lieu entouré par des murailles. 

## Administration
| Période                                  | Période  | Identité     | Étiquette    | Qualité |
| ---------------------------------------- | -------- | ------------ | ------------ | ------- |
| 28 mai 2007                              | En cours | Ilario Bolla | lista civica |         |
| Les données manquantes sont à compléter. |          |              |              |         |

### Communes limitrophes
Castellamonte, Torre Canavese, Agliè, Ozegna

## Personnalités
- Carlo Furno
- Carlos Luis Spegazzini